# Aki-Petteri Berg
Aki-Petteri Arvid Berg (* 28. Juli 1977 in Raisio) ist ein ehemaliger finnischer Eishockeyspieler, der zuletzt bei TPS Turku in der finnischen SM-liiga unter Vertrag stand.

## Karriere
Aki-Petteri Berg begann seine Karriere als Eishockeyspieler beim TPS Turku, für den er von 1993 bis 1995 in der SM-liiga aktiv war. In dieser Zeit wurde er einmal Vizemeister und einmal Meister mit seiner Mannschaft. Anschließend wurde der Verteidiger im NHL Entry Draft 1995 in der ersten Runde als insgesamt dritter Spieler von den Los Angeles Kings ausgewählt. Für die Lings lief er zunächst von 1995 bis 1998 ebenso in der National Hockey League, wie von 1995 bis 1997 für deren Farmteam, die Phoenix Roadrunners, in der International Hockey League auf. Für die Saison 1998/99 kehrte der Verteidiger in seine finnische Heimat zurück, wo er mit Turku erneut Meister wurde. Daraufhin spielte Berg die weitere eineinhalb Jahre in der NHL für die Los Angeles Kings, die ihn im Laufe der Saison 2000/01 an ihren Ligarivalen, die Toronto Maple Leafs abgaben. 
Für die Kanadier stand Berg die folgenden fünf Spielzeiten auf dem Eis. Nur während des Lockout in der NHL-Saison 2004/05 spielte der Linksschütze für Timrå IK aus der schwedischen Elitserien. Im Sommer 2006 kehrte der Finne schließlich zum dritten Mal nach Turku zurück, für das er bis zum Saisonende 2010/11 in der SM-liiga aktiv war. Der zeitweise als Mannschaftskapitän von TPS aktive Verteidiger erklärte am 28. Juli 2011 seine Spielerkarriere aufgrund einer Knieverletzung für beendet.

### International
Für Finnland nahm Berg an der U18-Junioren-Europameisterschaft 1995 und der U20-Junioren-Weltmeisterschaft 1997 sowie dem World Cup of Hockey 2004 teil. Des Weiteren stand er im Aufgebot Finnlands bei den Weltmeisterschaften 1999, 2000, 2001, 2003, 2006 und 2007, sowie bei den Olympischen Winterspielen 1998 in Nagano, 2002 in Salt Lake City und 2006 in Turin.

## Erfolge und Auszeichnungen
- 1993 Europapokal-Gewinn mit TPS Turku
- 1994 Finnischer Vizemeister mit TPS Turku
- 1995 Finnischer Meister mit TPS Turku
- 1999 Finnischer Meister mit TPS Turku
- 2010 Finnischer Meister mit TPS Turku
- 2012 Aufnahme in die Finnische Eishockey-Ruhmeshalle

### International
| - 1995 Goldmedaille bei der U18-Junioren-Europameisterschaft 1995 - 1998 Bronzemedaille bei den Olympischen Winterspielen - 1999 Silbermedaille bei der Weltmeisterschaft - 2000 Bronzemedaille bei der Weltmeisterschaft - 2001 Silbermedaille bei der Weltmeisterschaft | - 2004 2. Platz beim World Cup of Hockey - 2006 Silbermedaille bei den Olympischen Winterspielen - 2006 Bronzemedaille bei der Weltmeisterschaft - 2007 Silbermedaille bei der Weltmeisterschaft |